# Knoppning
Knoppning är ett förökningssätt bland främst encelliga organismer. Vid knoppning bryts mindre dotterceller av från en större modercell, till skillnad från vid mitos där två lika stora dotterceller bildas från modern. Det mest kända exemplet på organismer som förökar sig via knoppning är jästsvampen Saccharomyces cerevisiae.
Vissa korallrev förökar sig även genom knoppning.